# Periphetes magayon
Periphetes magayon är en insektsart som först beskrevs av Oliver Zompro 2003.  Periphetes magayon ingår i släktet Periphetes och familjen Phasmatidae. Inga underarter finns listade i Catalogue of Life.